# Eucrostes euryxantha
Eucrostes euryxantha är en fjärilsart som beskrevs av Louis Beethoven Prout 1925. Eucrostes euryxantha ingår i släktet Eucrostes och familjen mätare. Inga underarter finns listade i Catalogue of Life.